# Ловчицы
Ловчицы (бел. Ло́ўчыцы) — деревня в Новогрудском районе Гродненской области Республики Беларусь. Входит в состав Ладеникского сельсовета.

## География
Расположен населённый пункт в 7 километрах от Новогрудка.
Ближайшие населённые пункты — Байки, Католыши, Грабники.

### Гидрография
Недалеко расположена река Негримовка.

## Население

### Численность
- 2009 год — 16 человек

### Динамика
- 1999 год — 34 человека (перепись населения)
- 2009 год — 16 человек (перепись населения)[2]

## Известные уроженцы
- Марцуль, Геннадий Семёнович — белорусский историк

## Достопримечательности
По легенде приход в Ловчицах, где расположена мечеть, появился примерно в 1420 году. В 2002 году она была отремонтирована. Рядом с мечетью находится татарское кладбище.